# Geyer Artúr
Geyer Artúr, névváltozata: Geier (Budapest, 1894. február 13. – Budapest, 1976. szeptember 6.) rabbi, bibliográfus.

## Élete
Geyer Scháje (1864–1944) könyvelő, könyvkereskedő és Gradenwitz Regina (1865–1917) gyermekeként született. Tanulmányait a Budapesti Tudományegyetemen végezte, ahol 1916-ban bölcsészdoktorátust szerzett. Két évvel később az Országos Rabbiképző Intézetben rabbioklevelet nyert. A két világháború között gimnáziumi hitoktatóként működött. 1951-től az Országos Rabbiképző Intézet könyvtárosa, 1957-től az óbudai körzet rabbija volt. 1965. január 24-én budai főrabbivá iktatták be a Budapesti Izraelita Hitközség Budai Körzetének tanácstermében.
Felesége Kepes Erzsébet volt, Kepes Imre építész és Friedler Otília lánya, akit 1928. augusztus 30-án Budapesten, az Erzsébetvárosban vett nőül.
A Farkasréti izraelita temetőben nyugszik.

## Főbb művei
- A magyarországi fasizmus zsidóüldözésének bibliográfiája 1945-1958 (Budapest, 1958)